# Acropora nasuta

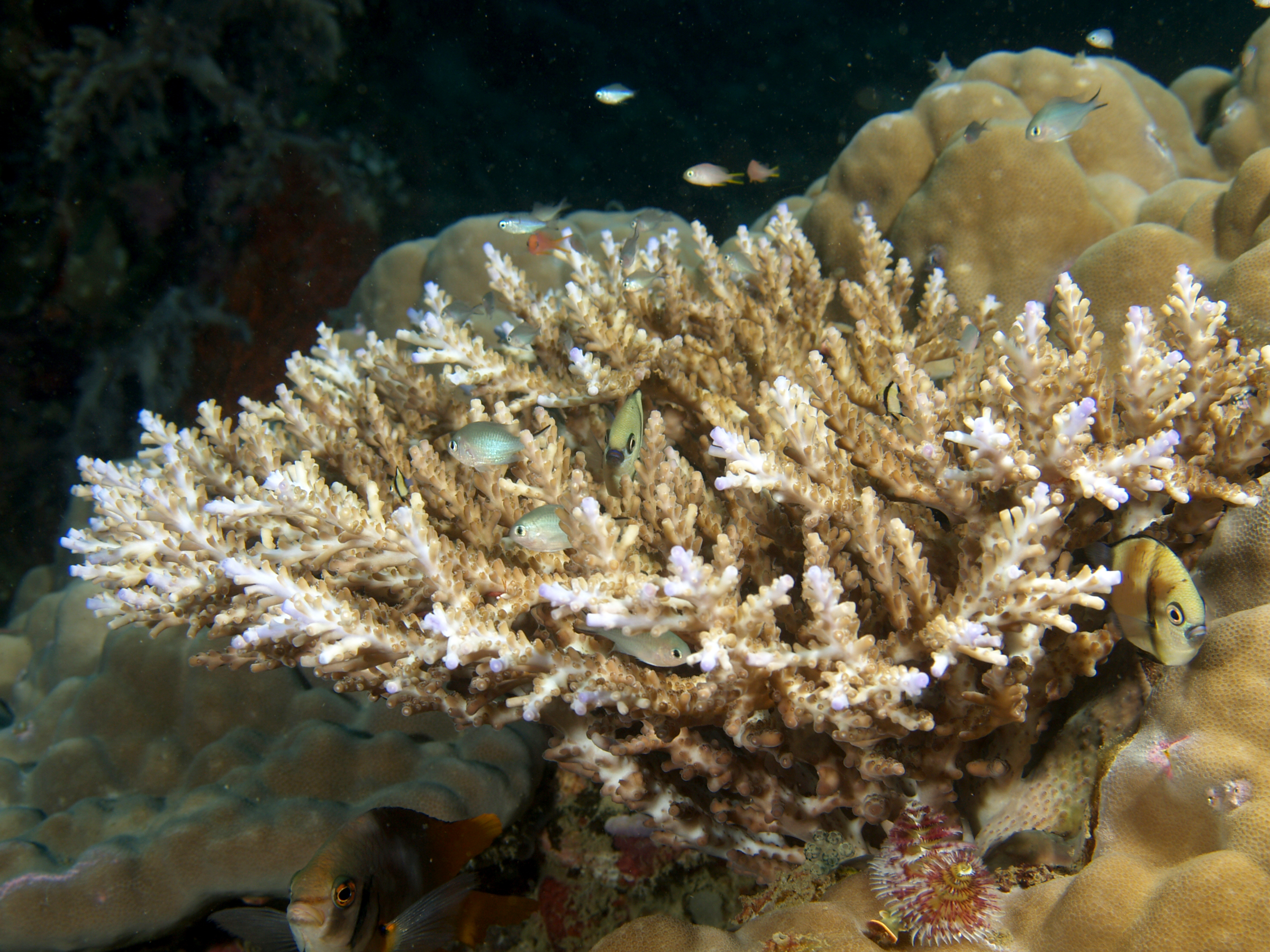

Acropora nasuta ist eine Steinkoralle (Scleractinia) aus dem Roten Meer und dem tropischen Indopazifik. Verbreitungsschwerpunkt sind die Korallenriffe um Indonesien, Nordaustralien, der Philippinen und der Malediven. Sie lebt dort an den oberen lichtdurchfluteten Riffhängen. 
Acropora nasuta bildet tellerförmige, flache Kolonien. Die Äste sind dicker als bei anderen Acroporen. Die Koralliten, das sind die Kalkgehäuse der einzelnen Polypen, sehen aus wie auf dem Kopf stehende kleine Nasen und gaben der Koralle den wissenschaftlichen Artnamen. Die Kolonien sind meist von hellbrauner Farbe, mit rosa, violetten oder blauen vergrößerten Endpolypen.
Im Riffaquarium benötigt Acropora nasuta beste Bedingungen, das heißt sehr starke Beleuchtung und starke Strömung. Das Wasser muss sehr sauber sein und darf nur minimale Spuren von Nitrat und Phosphat enthalten.
Einige andere Acroporen-Arten, die mit Acropora nasuta eng verwandt sind, werden als Acropora nasuta-Gruppe zusammengefasst. Dazu gehören neben Acropora nasuta:
- Acropora cerealis
- Acropora lutkeni
- Acropora secale
- Acropora valida